# Ad festa regis incliti
Ad festa regis incliti – incipit średniowiecznej piosenki żakowskiej opowiadającej o wybieraniu króla podczas zabawy odbywającej się corocznie w dniach 15–22 października. Tekst zapisano w 1508 roku, jednak utwór powstał pod koniec XV wieku.
Wybory, które opisuje piosenka odbywały się podczas corocznych zabaw żakowskich, kiedy to uczniowie porzucali swoje obowiązki, aby wziąć udział w zabawie (początkowo na terenie szkoły, w kolejnych dniach przenoszonej na ulicę). Odwracano hierarchię społeczną: żacy pełnili rolę "władzy" – najpierw nad szkołą, a później nad miastem. Poza radosnym zwyczajem wybierania nowego króla utwór Ad festa regis incliti opowiada także o obyczaju pasowania scholarów na rycerzy.
Utwór zbudowany jest z 12 wersów, naprzemiennie polskich i łacińskich. Taka dwujęzyczna budowa była w Polsce nowością, chociaż za granicą, a zwłaszcza we Francji czy Niemczech była dobrze znana w środowisku wagantów. W ten sposób skomponowano niektóre pieśni znajdujące się w zbiorze Carmina Burana.
Wiersz nie posiada zapożyczeń z obcych tekstów z wyjątkiem pierwszego wersu (Ad festa regis incliti), który jest parafrazą czwartej antyfony rymowanego oficjum o św. Stanisławie pt. Dies adest celebris. Antyfona ta rozpoczyna się słowami Ad festa patris inclita.
Wersy łacińskie utworu ogłosił po raz pierwszy Henryk Kowalewicz w 1973 roku na łamach "Pamiętnika Literackiego". Rękopis przechowywany jest obecnie w Bibliotece Polskiej Akademii Umiejętności w Krakowie (sygn. 1578, k. 6v). Piosenkę na język polski przełożył Zygmunt Kubiak.